# 中國—赤道幾內亞關係
中华人民共和国—赤道几内亚关系（西班牙語：Relaciones entre la China y Guinea Ecuatorial）是指中華人民共和國與赤道幾內亞历史上及现代的外交關係。兩國在1970年10月15日建交。

## 沿革
中國與赤道幾內亞在2005年10月簽署互免持外交、公務和官員護照人員簽證的協定，並于2006年1月生效。2014年6月，中国在巴塔开设總領事館。2017年7月7日，兩國通過互換照會形式對2005年的互免簽證協定進行修訂，將免簽範圍擴大至中國持公務普通護照的公民和赤道幾內亞持特別公務護照的公民，2017年8月6日起生效。
2010年10月15日，中共中央总书记、中国国家主席胡锦涛与赤道几内亚总统特奧多羅·奧比昂·恩圭馬·姆巴索戈互致贺电，热烈庆祝两国建交40周年。
2015年4月，赤道幾內亞總統奧比昂對中國進行國事訪問期間，兩國宣布建立平等互信、合作共贏的全面合作夥伴關係。
2024年5月，赤道几内亚总统奥比昂访华，期间双方宣布建立全面战略合作伙伴关系。

## 經貿關係
中國與赤道幾內亞簽訂經濟技術合作協定和貿易協定，並設有經貿混委會。建交以来，中國幫助了赤道幾內亞興建了水電站、公路、外交部馬拉博辦公樓等項目。目前還有職業技術學校、畢科莫水電站改造工程、千人培訓计劃正在進行中。
2022年，中赤幾雙邊貿易額17.47億美元，同比增長30.7%，其中，中國出口2.31億美元，同比增長86.3%，進口15.16億美元，同比增長25%。中國進口原油，出口機電產品、鋼材。

## 文化關係
1982年兩國簽署文化合作協定。2014年1月，天津藝術團前赴赤道幾內亞參加「觀樂春節」等活動。中國自1977年開始接收赤道幾內亞獎學金生來華學習，截至2013年一共接收362名獎學金生。2015年5月赤道幾內亞國立大學孔子學院掛牌成立。
2016年6月，由赤道几内亚捐资修建的中国－赤道几内亚友谊小学（西班牙語：Escuela Primaria de Amistad China-Guinea Ecuatorial）在云南省金平县竣工。中国外交部非洲司司长林松添与赤道几内亚驻华大使贺曼·埃夸·希玛出席落成典礼，对此，赤道几内亚驻华大使表示中国－赤道几内亚友谊小学是“中-赤几友谊的重要象征，是中非友好的具体体现。”并希望友谊小学的学生未来能接下中-赤几友好的接力棒，为两国友好关系作贡献。